# Cato Neimoidia
A Cato Neimoidia  a Csillagok háborúja elképzelt univerzumának egyik bolygója.

## Elhelyezkedése
Kolóniák régió, koordináták: N-11

## Leírása
Gazdag neimoidiai kolónia-világ.
A neimoidiaiak kincstár-világainak legrégebbi és leggazdagabb gyarmati adminisztratív állása volt a Független Rendszerek Konföderációjában, valamint a galaxis egyik leggazdagabb bolygója. Csillogó körvonalai szelíden függeszkednek a gyengén hullámzó hidakra, az építészeti csoda csodáira, amelyek ködbe burkolózó völgyeket ívelnek át a hegyvidéki tájon.

## Történelme
A klónháborúk idején több csata színhelye volt, különösen a Hídvárosokért folyt a harc. Plo Koon halálának helyszíne, aki a Nagy jedi tisztogatás során vesztette életét. A klónok háborúja idején a védelmi légiók megduplázták a besorozás sebességét, felszólította az összes tartalékot, hogy védje meg a bolygót és a kapcsolódó világokat. 
Egy hónappal a coruscanti csata előtt Obi-Wan Kenobi, Anakin Skywalker és Cody klónparancsnok erőit a bolygó ellen vezette azzal a céllal, hogy elfogják Gunray kormányzót. Gunray elmenekült, de a jedik megszerezték az általa használt mechno-széket (amely Spinda Cavee-t tartalmazta), ami egy kódolt holografikus adó, amelyen keresztül kapcsolatba lépett Darth Sidious-szal. Ez a jedik számára értékes bizonyítékot szolgáltatott a Sötét Nagyúr létezésére. 
A Köztársaság végül győzedelmeskedett a Cato Neimoidia-nál, és védelmezte a világot, habár ez a biztonság gyenge lábakon állt. Az ellenállások elszigetelten továbbra is kitörtek, szétszórva a hídvárosokban, ami rendszeres köztársasági ellencsapásokat eredményezett, a felkelések elnyomása céljából. Plo Koon jedi mester feladata volt ezeknek a küldetéseknek a vezetése, aki egy ék alakú jedi vadászgépet irányított. 
Egy ilyen küldetés során lett kiadva a 66-os parancs a jedik megölésére, ezért Koon szárnysegédjei tüzet nyitottak rá. A sérült csillaghajó felett elvesztette az irányítást, és a bolygó felfüggesztett épületeire zuhant.

## Megjelenése a filmekben
- Csillagok háborúja II: A klónok támadása
- Csillagok háborúja III: A Sith-ek bosszúja